# Missyna
Missyna (* 9. Februar 1977 als Vera Holthaus in Lingen/Ems) ist eine deutsche Rapperin.

## Leben
Missyna wurde 1996 für das damals noch unter dem Arbeitstitel „Dr. Sommer“ laufende Pop-Projekt entdeckt, das später unter dem Namen Basis erfolgreich war. 1999 trennte sie sich von der Band und unterschrieb einen Solovertrag bei derselben Plattenfirma (Polydor/Zeitgeist) und nahm ein Album auf. Die erste Single Das Leben wurde zum Titelsong der zweiten Popstars-Staffel. Trotzdem blieb der Charterfolg aus und Missyna beendete ihre Solo-Karriere.

## Diskografie

### Singles
- 1998: Routines Rotationsstufe Rot (Missyna feat. Basis)
- 2001: Das Leben (Missyna)
- 2002: Fürchte dich nicht

### Songbeiträge
- 1997: Miss D-Pheat, Es geht nur noch einmal (auf dem Sampler Innenseite)
- 1999: Nena, Yippie Yoeh (auf dem Album Rabatz)